# Alfonso XII di Castiglia
Alfonso di Trastamara, detto Alfonso XII di Castiglia. Alfonso anche in spagnolo e in asturiano,  Alfons in catalano,  Afonso in galiziano e in portoghese, Alifonso in aragonese e Alfontso in basco. Adefonsus o Alfonsus in latino; in castigliano: Alfonso de Trastámara y Avís (Tordesillas, 15 settembre 1453 – Cardeñosa, 5 luglio 1468), fu principe delle Asturie dal 1454 al 1462, poi continuò a esserlo in contrasto con Giovanna la Beltraneja dal 1462 al 1465 e re di Castiglia e León in contrapposizione al re Enrico IV dal 1465 al 1468.

## Origine familiare
Figlio del re di Castiglia e León, Giovanni II (figlio del re di Castiglia e León Enrico III e di Caterina di Lancaster) e di Isabella del Portogallo, figlia di don Giovanni del Portogallo (figlio del re del Portogallo, Giovanni I del Portogallo e di sua moglie, Filippa di Lancaster), e di Isabella di Braganza, figlia del duca di Braganza, Alfonso, e di Beatriz Pereira de Alvim, l'unica figlia di Nuno Álvares Pereira, conestabile del regno e conte di Arraiolos, Barcelos e Ourém.
Era fratello minore della regina Isabella I di Castiglia, la Cattolica.

## Biografia
Quando i suoi genitori si sposarono, il 17 agosto del 1447, a Madrigal de las Altas Torres, suo padre, Giovanni II di Castiglia, era vedovo di Maria d'Aragona, figlia del re Ferdinando I d'Aragona e da lei aveva avuto tre figlie e un figlio maschio, Enrico, nato nel 1425.

### Infanzia
Quando il padre era via, sua madre, la regina Isabella faceva dormire i bambini con lei nello stesso letto. Era un'abitudine che teneva per evitare qualsiasi dubbio di adulterio.
Nel 1454, Giovanni II morì lasciando Alfonso e Isabella orfani rispettivamente a 1 e 3 anni. La morte del marito, gettò sua madre, Isabella in un profondo stato di malinconia, tanto che decise di rinchiudersi, con i due figli, nel castello di Arévalo, dove sarebbe rimasta per 42 anni, fino alla morte.

### Erede al trono
Salì al trono il fratellastro, Enrico IV di Castiglia, mentre Alfonso, sempre nel 1454, ricevette il titolo di Principe delle Asturie. Enrico, era già chiacchierato e dai suoi avversari politici era già definito, l'Impotente, per il fatto che, nel 1453, era stato constatato, che, dopo tredici anni, il suo primo matrimonio con Bianca di Trastámara, non aveva generato alcuna discendenza e soprattutto che non era stato ancora consumato, e quindi papa Niccolò V aveva sciolto il legame per consanguineità (Enrico e Bianca erano cugini primi, il padre di Bianca, Giovanni era fratello di Maria, la madre di Enrico).
Nel 1455 Enrico si sposò in seconde nozze con Giovanna d'Aviz, figlia del re del Portogallo, Edoardo e di Eleonora d'Aragona, figlia del re d'Aragona, Ferdinando I e di Eleonora d'Alburquerque.
Da questa unione, nel 1462, finalmente nacque il legittimo erede al trono, una figlia, Giovanna. 
In quello stesso anno, Alfonso e la sorella Isabella furono richiamati a corte, dal castello di Arévalo.
Una parte di nobili della corte, però, che cominciò a chiamare il principe delle Asturie come Alfonso XII, molto abilmente, sfruttando la voce che Enrico IV fosse impotente, aveva messo in giro la diceria, molto probabilmente inventata, che la figlia di Giovanna del Portogallo fosse figlia non di Enrico IV, ma di uno dei migliori amici di Enrico, Beltrán de la Cueva, che in quegli anni aveva fatto una rapida carriera alla corte castigliana, e, da allora, le fazioni contrarie al re Enrico IV, cominciarono a denominare la figlia, Giovanna, a cui il padre aveva dato il titolo di principessa della Asturie, col soprannome Beltraneja.
Le due fazioni in cui si era divisa la nobiltà castigliana cercarono di far confermare principe delle Asturie (erede al trono) il proprio candidato. Anche il primo ministro di Enrico IV, Juan Pacheco I marchese di Villena, che godeva della fiducia del re, complottò contro Enrico in favore del suo fratellastro Alfonso. Le cortes, nel 1464, si pronunciarono a favore di Giovanna, riconoscendola figlia legittima; la fazione avversa, nel 1465, tenne un'assemblea ad Ávila (Farsa de Ávila), dove senza averne alcun diritto i nobili processarono il re in un processo-farsa, privo di ogni legalità, il re fu deposto e allontanato dal trono con una cerimonia grottesca, nella quale il re era rappresentato da un fantoccio con scettro e corona che dopo la condanna venne scaraventato a terra e Alfonso fu proclamato re col titolo di Alfonso XII, dal Marchese di Villena. Alfonso XII tenne corte ad Arévalo.

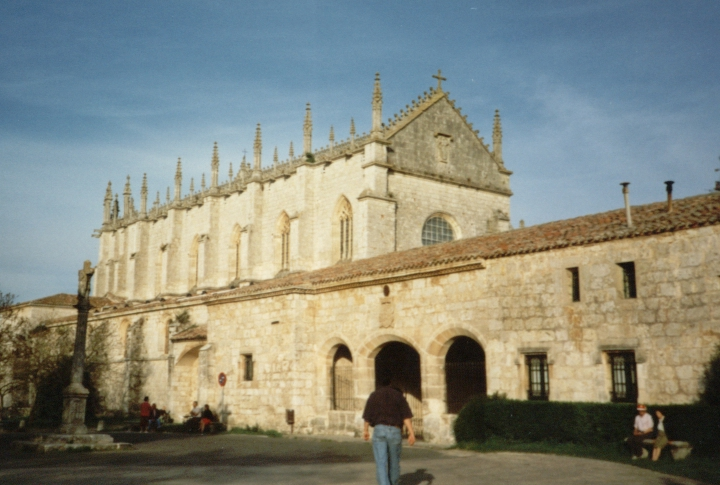
La Certosa di Miraflores a Burgos.

Tale oltraggio produsse una forte reazione a favore di Enrico che riuscì a raccogliere un esercito per opporsi al sopruso subito. I due eserciti si scontrarono, nelle vicinanze di Olmedo, dove Alfonso si era acquartierato, il 20 agosto del 1467. Enrico, dopo uno scontro incerto, riportò la vittoria, ma non entrò in Olmedo, permettendo agli avversari di sostenere di aver vinto, e Alfonso XII continuò a tenere la propria corte ad Arévalo, avendo l'appoggio delle città di Burgos, Toledo, Cordova e Siviglia.
Alfonso morì improvvisamente, il 5 luglio del 1468, e le cause sono sconosciute; pare sia stato avvelenato dal marchese di Villena. La salma fu trasferita a Burgos, e venne inumata nella certosa di Miraflores, accanto a quella del padre.
L'improvvisa morte del principe delle Asturie, a 15 anni, fece sospettare che fosse stato avvelenato dal re stesso. Si narra che, mentre i due, Alfonso ed Enrico, si trovavano a Cardeñosa, Enrico invitò il fratellastro a mangiare una trota che gli risultò fatale.
Alla morte di Alfonso i suoi sostenitori attribuirono il titolo di Principessa delle Asturie alla sorella, Isabella di Castiglia che, alla morte di Enrico IV, nel 1474, intraprese una lotta per il trono con Giovanna la Beltraneja. La guerra di successione si concluse, nel 1479, a favore di Isabella che, essendosi sposata, nel 1469, con Ferdinando II d'Aragona, che ereditò la corona d'Aragona, nel 1479, lo stesso anno della conclusione della guerra di successione, dando l'avvio al processo di unificazione della Spagna.

## Discendenza
Di Alfonso non si conosce alcuna discendenza.

## Ascendenza
|                          |                           |                                            | Genitori                                   |  |  | Nonni |  |  | Bisnonni                |  |  | Trisnonni              |  |
|                          |                           |                                            |                                            |  |  |       |  |  | Giovanni I di Castiglia |  |  | Enrico II di Castiglia |  |
|                          |                           |                                            |                                            |  |  |       |  |  | Giovanni I di Castiglia |  |  | Enrico II di Castiglia |  |
|                          |                           | Giovanna Manuele                           |                                            |  |  |       |  |  | Giovanni I di Castiglia |  |  |                        |  |
| Enrico III di Castiglia  |                           |                                            |                                            |  |  |       |  |  | Giovanni I di Castiglia |  |  |                        |  |
|                          |                           | Leonor d'Aragona                           | Pietro IV di Aragona                       |  |  |       |  |  |                         |  |  |                        |  |
|                          |                           | Leonor d'Aragona                           | Pietro IV di Aragona                       |  |  |       |  |  |                         |  |  |                        |  |
|                          |                           | Leonor d'Aragona                           | Eleonora di Sicilia                        |  |  |       |  |  |                         |  |  |                        |  |
| Giovanni II di Castiglia |                           | Leonor d'Aragona                           |                                            |  |  |       |  |  |                         |  |  |                        |  |
|                          |                           | Giovanni Plantageneto, I duca di Lancaster | Edoardo III d'Inghilterra                  |  |  |       |  |  |                         |  |  |                        |  |
|                          |                           | Giovanni Plantageneto, I duca di Lancaster | Edoardo III d'Inghilterra                  |  |  |       |  |  |                         |  |  |                        |  |
|                          |                           | Giovanni Plantageneto, I duca di Lancaster | Filippa di Hainaut                         |  |  |       |  |  |                         |  |  |                        |  |
| Caterina di Lancaster    |                           | Giovanni Plantageneto, I duca di Lancaster |                                            |  |  |       |  |  |                         |  |  |                        |  |
|                          |                           | Constanza di Castiglia                     | Pietro I di Castiglia                      |  |  |       |  |  |                         |  |  |                        |  |
|                          |                           | Constanza di Castiglia                     | Pietro I di Castiglia                      |  |  |       |  |  |                         |  |  |                        |  |
|                          |                           | Constanza di Castiglia                     | Maria di Padilla                           |  |  |       |  |  |                         |  |  |                        |  |
| Alfonso XII di Castiglia |                           | Constanza di Castiglia                     |                                            |  |  |       |  |  |                         |  |  |                        |  |
|                          | Giovanni I del Portogallo | Pietro I del Portogallo                    |                                            |  |  |       |  |  |                         |  |  |                        |  |
|                          | Giovanni I del Portogallo | Pietro I del Portogallo                    |                                            |  |  |       |  |  |                         |  |  |                        |  |
|                          | Giovanni I del Portogallo | Teresa Lourenço                            |                                            |  |  |       |  |  |                         |  |  |                        |  |
| Giovanni d'Aviz          | Giovanni I del Portogallo |                                            |                                            |  |  |       |  |  |                         |  |  |                        |  |
|                          |                           | Filippa di Lancaster                       | Giovanni Plantageneto, I duca di Lancaster |  |  |       |  |  |                         |  |  |                        |  |
|                          |                           | Filippa di Lancaster                       | Giovanni Plantageneto, I duca di Lancaster |  |  |       |  |  |                         |  |  |                        |  |
|                          |                           | Filippa di Lancaster                       | Bianca di Lancaster                        |  |  |       |  |  |                         |  |  |                        |  |
| Isabel d'Aviz            |                           | Filippa di Lancaster                       |                                            |  |  |       |  |  |                         |  |  |                        |  |
|                          |                           | Alfonso I di Braganza                      | Giovanni I del Portogallo                  |  |  |       |  |  |                         |  |  |                        |  |
|                          |                           | Alfonso I di Braganza                      | Giovanni I del Portogallo                  |  |  |       |  |  |                         |  |  |                        |  |
|                          |                           | Alfonso I di Braganza                      | Inês Pires                                 |  |  |       |  |  |                         |  |  |                        |  |
| Isabella di Braganza     |                           | Alfonso I di Braganza                      |                                            |  |  |       |  |  |                         |  |  |                        |  |
|                          |                           | Beatriz Pereira de Alvim                   | Nuno Álvares Pereira                       |  |  |       |  |  |                         |  |  |                        |  |
|                          |                           | Beatriz Pereira de Alvim                   | Nuno Álvares Pereira                       |  |  |       |  |  |                         |  |  |                        |  |
|                          |                           | Beatriz Pereira de Alvim                   | Leonor de Alvim                            |  |  |       |  |  |                         |  |  |                        |  |
|                          |                           | Beatriz Pereira de Alvim                   |                                            |  |  |       |  |  |                         |  |  |                        |  |